# دوبرمن پینشر
دوبرمن پینشر (به انگلیسی: Doberman Pinscher) که به اختصار دوبرمن هم گفته می‌شود، یکی از معروف‌ترین سگ‌های پرورش یافته به‌دست انسان است و از نظر تیزهوشی و هوشیاری شجاعت و وفاداری شناخته شده‌است، اغلب به‌عنوان سگ گارد یا سگ پلیس استفاده می‌شود. این سگ در سال ۱۸۹۰ توسط کارل فردریش لوئیس دوبرمن پرورش یافت. سگ دوبرمن گونه ای از وحشی‌ترین و وفادارترین سگ‌های جهان است.

## تاریخچه

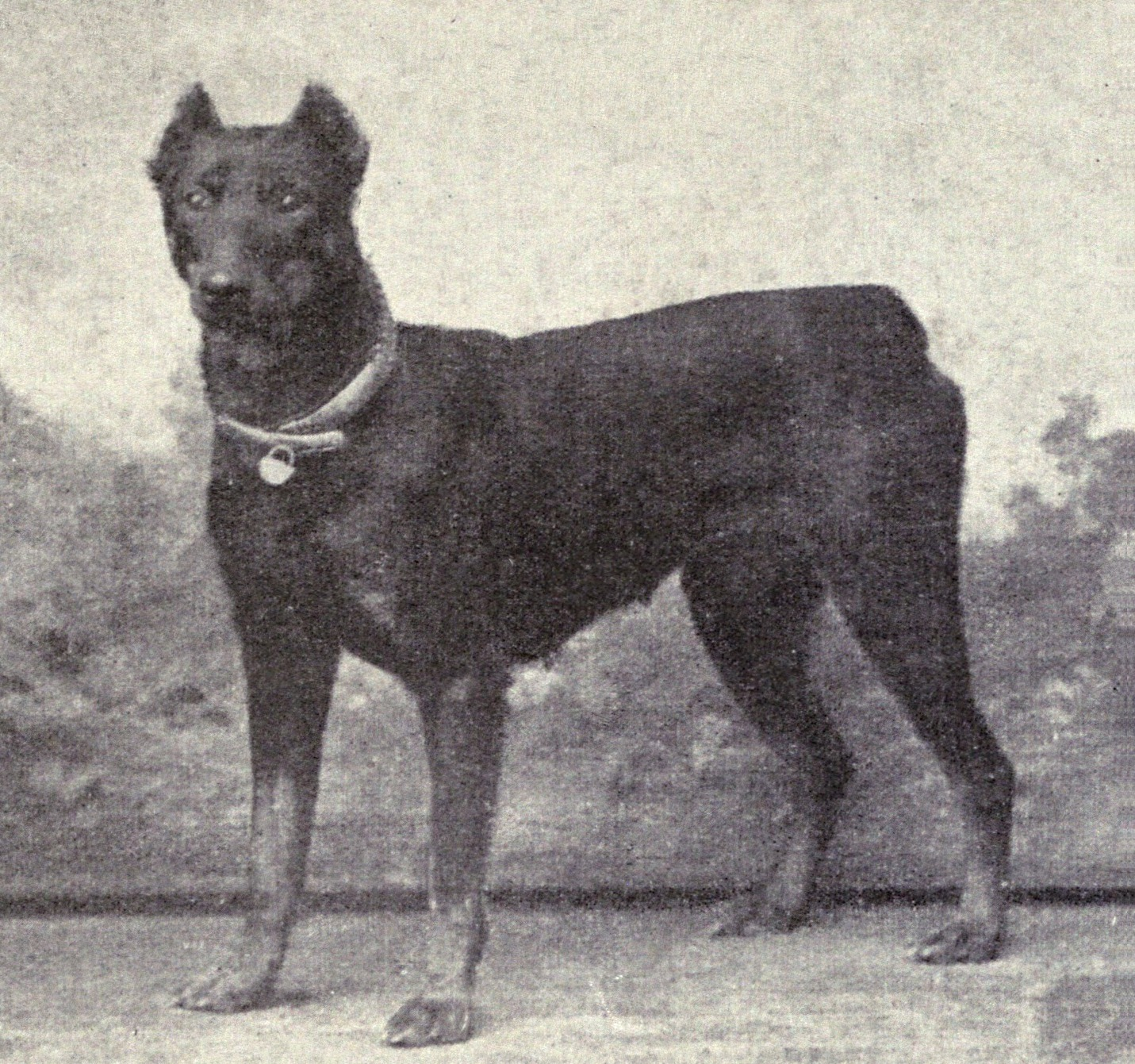
یک دوبرمن در سال ۱۹۱۵ میلادی

دوبرمن برای نخستین بار در سال ۱۸۹۰ در شهر آپلدا در ایالت تورینگن در آلمان توسط کارل فردریش لوئیس دوبرمن پرورش یافت.
لوئیس دوبرمن مسئولیت خطرناک جمع‌آوری مالیات را در شهر آپلدا بر عهده داشت و همچنین دسترسی به محل پرورش سگ‌های این شهر داشت و به نژادهای زیادی دسترسی داشت. هدف او به وجود آوردن نژادی برای محافظت در حین کار کردن و جمع‌آوری مالیات در مقابل سارقان بود. سگ مورد نظر او ترکیبی از قدرت، وفاداری، هوش و درندگی بود.
بعدها فیلیپ گروئنینگ و اوتو گالر کارهای لویس دوبرمن را ادامه دادند تا به نژادی که امروز شاهد آن هستیم رسیدند.
پرورش‌دهندگان اعتقاد دارند که این نژاد از ترکیب نژادهای زیادی به وجود آمده که چندین مورد آن عبارت‌انداز:
ژرمن پینشر، Beauceron، روتوایلر Thuringian Sylvan, black Greyhound، گریت دین، Weimaraner German Shorthaired Pointer، منچستر تریر و ژرمن شپرد قدیمی
ترکیب دقیق از نژادهای استفاده شده امروزه ناشناخته‌است. تنها مدارک باقی‌مانده نشان از ترکیب دو نژاد تازی گری‌هوند و منچستر تریر دارد. همچنین اعتقاد وسیعی وجود دارد که مخزن ژنی دوبرمن از ژرمن شپرد قدیمی منشأ می‌گیرد.
کتابی با عنوان"The Dobermann Pinscher" نوشتهٔ Philip Greunig که در سال ۱۹۳۹ منتشر شده شامل مطالعات زیادی از چگونگی به وجود آمدن این نژاد است.

## زیست‌شناسی
دوبرمن پینچر یکی از پرطرفدارترین نژادهای دست‌آموز سگ است و بسیار پرانرژی، هوشیار، بی‌باک، مطیع و مشکوک به غریبه‌ها اما با صاحب خود بامحبت، فرمانبردار و وفادار است. دوبرمن‌ها دیده‌بان و نگهبان خوبی هستند. همچنین در بسیاری از کشورها به دلیل وظایف اجتماعی که بر عهده دارند یکی از شناخته‌شده‌ترین نژادهای سگ هستند. دوبرمن‌ها توانایی و استعداد خوبی در انجام اموری از جمله ردیابی، دیده‌بانی، نگهبانی، امور پلیسی، امور نظامی، جستجو و نجات، کار درمانی و رقابت‌های فرمانپذیری و محافظت را دارا هستند.
اخیراً پرورش‌دهندگان با روش‌های نوین توانسته‌اند کیفیت این نژاد را بهتر کنند و آن را بسیار پرانرژی‌تر و مناسب برای زندگی با خانواده‌ها کنند.
اگرچه در بسیاری موارد آن‌ها را در بیرون از خانه نگه‌داری می‌کنند اما نتایج نشان می‌دهد نگه‌داری دوبرمن در خانه بهتر است. دوبرمن بسیار حساس به سرما است و برای نگهداری در خارج از خانه خیلی مناسب نیستند. این نژاد احتیاج به ورزش روزانه و منظم دارد ولی پوشش کوتاهش به مراقبت کمی احتیاج دارد.

## ویژگی‌ها

### ظاهر

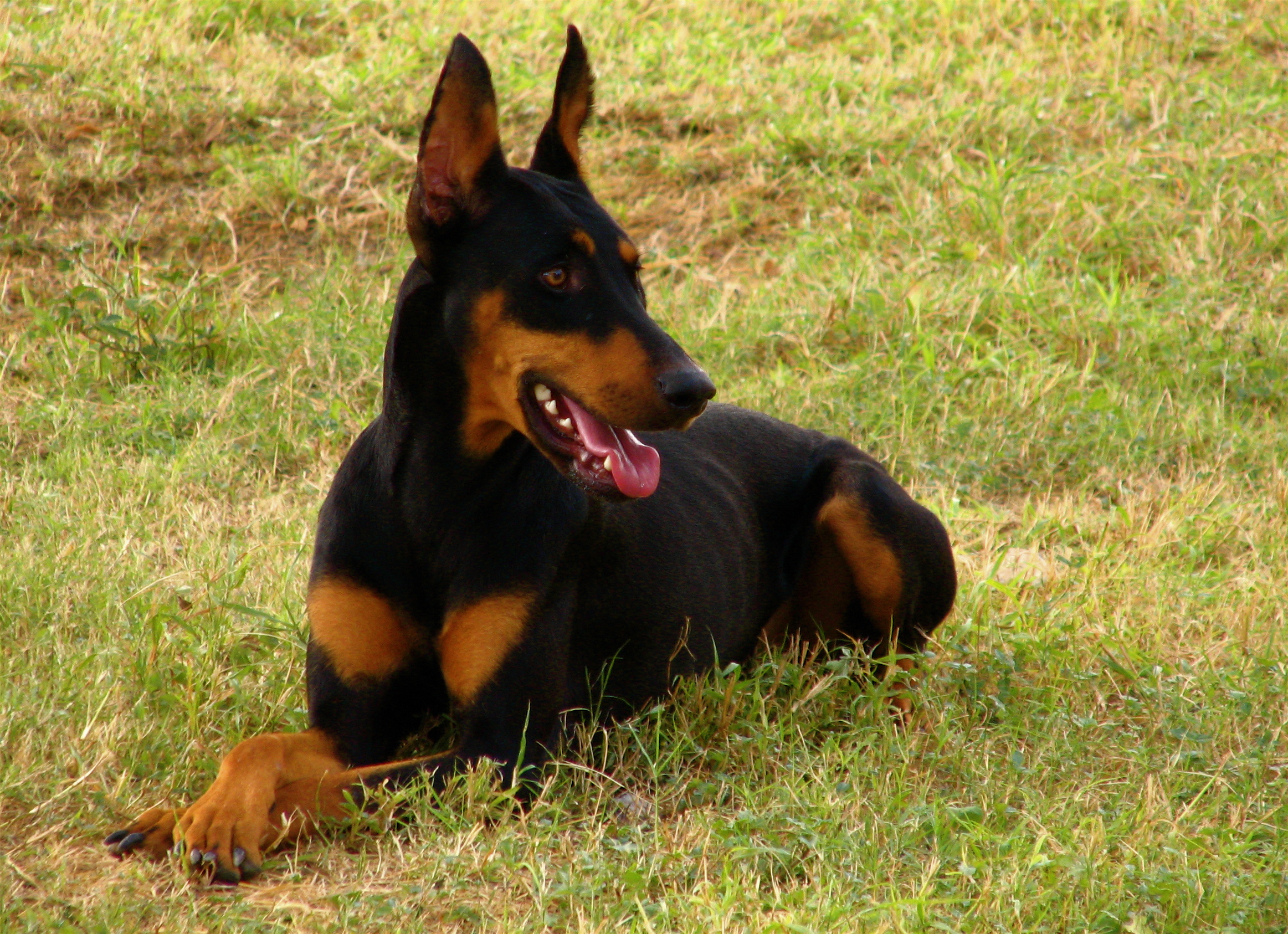
یک دوبرمن ماده

دوبرمن دارای بدنی متوسط با ساختار بدنی قوی و عضلانی با خطوطی زیبا و خوش‌نقش در بدن و ظاهری مغرورانه است. این نژاد در ابتدا به عنوان سگ محافظت پرورش داده می‌شد؛ بنابراین نرها باید بدنی عضلانی و قوی داشته باشند. ماده‌ها لاغرتر هستند اما نباید دوکی شکل باشند.

### اندازه و وزن
دوبرمن سگی با اندازهٔ بزرگ است؛ که قد آن در نرها ۶۶ تا ۷۲ سانتی‌متر و در ماده‌ها ۶۱ تا ۶۸ سانتی‌متر است. بدن دوبرمن به شکل مربع است؛ قد آن‌ها با طول‌شان برابر است؛ و طول سر، گردن و پاها باید در تناسب با بدنشان باشد. آن‌ها بدنی عضلانی، ورزشی، با استقامت و پرسرعت دارند.
نژاد اروپایی دوبرمن بزرگ‌تر از نژاد آمریکایی آن است.
وزن استانداردی برای این نژاد تعریف نشده اما یک سگ مطلوب باید سایز مناسب برای آمیزش و چالاکی و استقامت داشته باشه به‌طور معمول وزن در نرها بین ۳۴ تا ۴۵ کیلوگرم و در ماده‌ها بین ۲۷ تا ۴۱ کیلوگرم هست.

### رنگ‌بندی
دو رنگ کلی در این نژاد وجود دارد؛ یکی سیاه (B) و دیگری رنگ رقیق شده (D). امکان به وجود آمدن نه فنوتیپ متفاوت از دوبرمن وجود دارد: (BBDD, BBDd ,BbDD, BbDd, BBdd, Bbdd, bbDD, bbDd, bbdd)

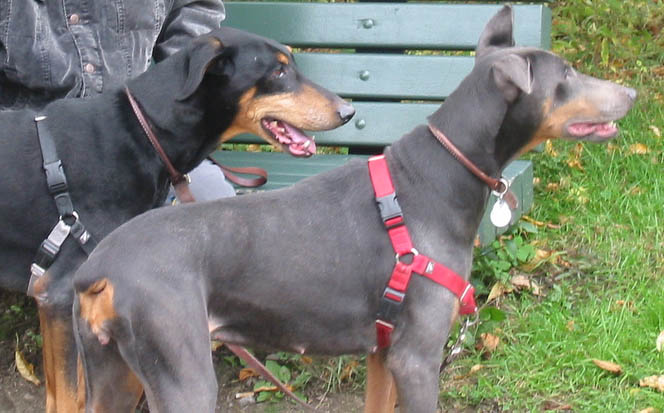
نمونه‌ای از دوبرمن سیاه و آبی.

از این نه فنوتیپ چهار رنگ به‌دست می‌آید که شامل: سیاه، قرمز، آبی و حنایی است. رنگ سنتی یا معمول‌ترین رنگ (رنگ مشکی یا مشکی با لکه‌های قهوه‌ای) زمانی درست می‌شود که هر دو ژن رنگ و رقیق شدگی حداقل یک الل چیره داشته باشند. مانند فنوتیپ‌های زیر:
(BBDD, BBDd, BbDD یا BbDd)
رنگ قرمز یا قهوه‌ای زمانی پدید می‌آید که ژن رنگ سیاه دوتا الل چیره و ژن رقیق شدگی حداقل یک آلل چیره داشته باشد. مثل فنوتیپ‌های زیر:
(bbDD, bbDd)
رنگ آبی و حنایی تحت کنترل ژن رقیق‌شدگی هستند. در دوبرمن آبی، ژنِ رنگ حداقل داری یک الل چیره است و ژن رقیق شدگی داری دو الل چیره است مانند:
(BBdd یا Bbdd)
رنگ حنایی (ایزابلا) نادرترین رنگ در این نژاد است و زمانی پدید می‌آید که تمامی الل‌ها چیره باشند: (bbdd)
بنابراین رنگ آبی در دوبرمن، رقیق شدهٔ رنگ سیاه و رنگ حنایی، رقیق شدهٔ رنگ قرمز است.
در سال ۱۹۷۶ یک دوبرمن ماده سفید متولد شد این سگ را با پسرش که سفید بود پیوند زدند و به این ترتیب نسل به نسل درون‌آمیزی کردند تا پرورش‌دهندگان توانستند این جهش به‌وجود آمده را ثابت کنند. برخی می‌گویند علت سفیدی این دوبرمن‌ها بیماری آلبینیسم است.
دوبرمن سفید تقریباً به رنگ کرم به همراه چشمانی به رنگ آبی یخی است.

### دم

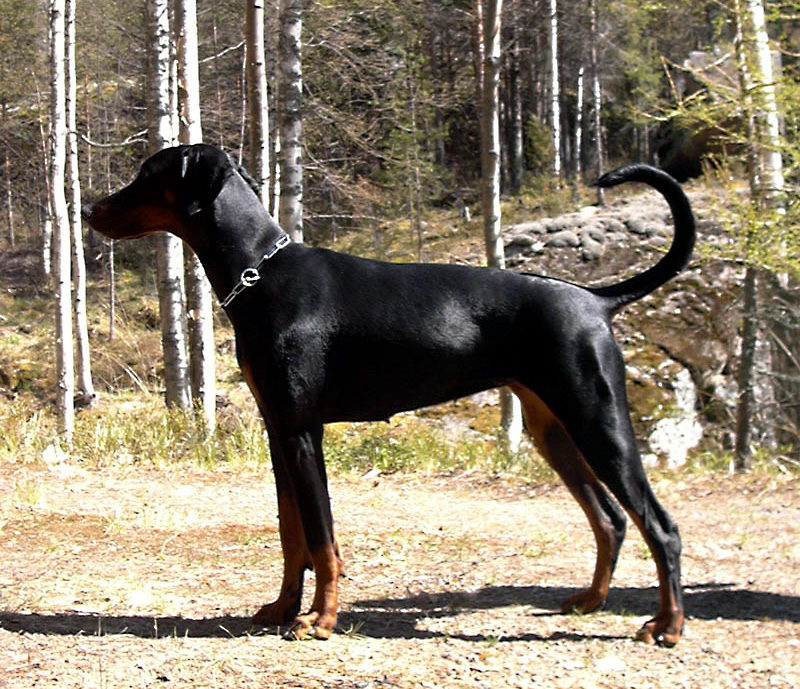
یک دوبرمن با دم طبیعی

دم دوبرمن به‌طور طبیعی نسبتاً بلند است اما صاحبان این سگ دمشان را با جراحی کوتاه می‌کنند، که این عمل به فاصلهٔ چند روز پس از تولد (عموماً ۲ تا ۷ روزگی) انجام می‌شود.
این عمل سده‌هاست که انجام می‌شود و حتی مربوط به پیش از به‌وجود آمدن دوبرمن به عنوان یک نژاد است.
کوتاه کردن دم به این دلیل است که دم مانع کار حیوان نشود. اما این عمل اخیراً جزو بحث‌برانگیزترین موضوعات بوده‌است.
بریدن دم دوبرمن از مهرهٔ دوم در کشورهای آمریکا، روسیه و ژاپن قانونی است. اما در بسیاری از کشورهای اروپایی و استرالیا این کار غیرقانونی و در بسیاری از کشورهای دیگر محدود شده‌است.

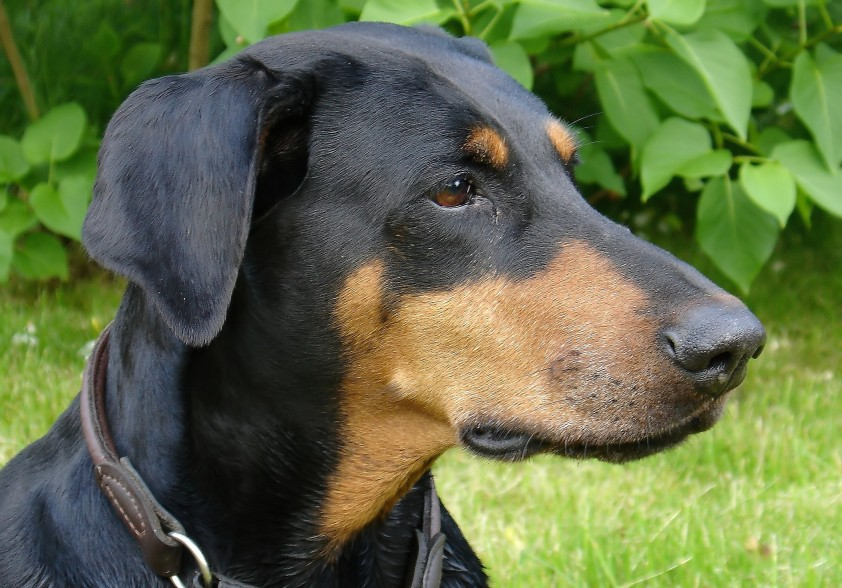
یک دوبرمن با گوش‌های طبیعی

### گوش‌ها
سگ دوبرمن پینچر به‌طور طبیعی گوش‌های افتاده دارد اما معمولاً گوش‌ها مانند دم تحت عمل جراحی قرار می‌گیرند تا برای جهت‌یابی و انجام وظیفه به عنوان سگ گارد آماده باشد. این کار مانند جراحی دم در برخی کشورها غیرقانونی است. جراحی گوش‌ها معمولاً در سن ۷ تا ۹ هفتگی انجام می‌شود. جراحی‌هایی که بعد از ۱۲ هفتگی انجام می‌شود معمولاً درصد پایینی از موفقیت در ایستاده بودن گوش‌ها دارند. بعضی از پرورش‌دهندگان ترجیح می‌دهند که این عمل را انجام ندهند به این دلیل که برای حیوان دردناک است و بعضی اعتقاد دارند که در جهت‌یابی و هوشیاری حیوان اختلال ایجاد می‌کند.

### خلق و خو
نژاد دوبرمن در اصل سگ کار است و برای آن پرورش می‌یابد اما در بین مردم، بیشتر با کلیشه‌هایی همچون وحشی و تهاجمی بودن شناخته می‌شود.
در اصل آن‌ها را به عنوان سگ محافظ و مراقب پرورش می‌دهند و باید در نگاه هر کسی بزرگ، تهدیدآمیز، بی‌باک، جسور در دفاع از صاحب خود به نظر آید. اما در عین حال بسیار فرمان‌پذیر و مطیع نسبت به دستورهای صاحب خود است.
این صفات باعث شده که دوبرمن سگ خوبی برای محافظت شخصی، سگ پلیس و جنگ باشد اگر چه این ویژگی‌ها باعث می‌شود که این نژاد قوانین همنشینی با انسان را خوب فرا نگیرد. اما پرورش‌دهندگان جدید در طول سال‌ها توانسته‌اند از درنده‌خویی این سگ بکاهند و دوبرمن امروزی را به سگی هوشمندتر، تربیت‌پذیرتر و آرام‌تر تبدیل کنند. در واقع دوبرمن امروزی با توجه به اندازهٔ بدن و همین‌طور پوشش مناسب و کوتاهش، سگی ایده‌آل برای نگه‌داری در منزل هستند. دوبرمن جدید پرانرژی، مراقب، نترس و مطیع است.
آن‌ها به راحتی احترام و مراقبت نسبت به صاحب خود را یادمی‌گیرند، بنابراین سگی ایده‌آل برای محافظت هستند. آن‌ها به‌طور کلی با انسان‌ها و سگ‌های دیگر رابطهٔ خوبی دارند اما با این وجود در برخورد با غریبه‌ها رفتار پرخاشگرانه‌ای دارد. همچنین شواهد بسیار کمی وجود دارد که دوبرمن نسبت به صاحب خود پرخاشگر باشد.
شواهدی وجود دارد که دوبرمن پینچر شمال آمریکا آرام‌تر از نمونه اروپایی آن است و این به‌دلیل استراتژی تکثیر و پرورش آن‌ها در آمریکای شمال است. به‌خاطر این اختلاف استراتژی در تکثیر و پرورش نسل‌های متفاوت از دوبرمن دارای ویژگی‌های متفاوت هستند. همچنین گفته شده دوبرمن آمریکای شمالی نجیب‌تر با وفاتر و باهوش‌تر است.
سگ دوبرمن جزو سگ‌های قدرتمند و پرانرژی است. اگر شما قصد خرید این سگ را دارید ولی زمان کافی برای رسیدگی به این سگ را ندارید، بهتر است که از این خرید خود چشم‌پوشی کرده و دنبال سگ‌های اهلی و کوچک خانگی باشید. دوبرمن یک سگ فعال است و روزانه باید فعالیت‌های کافی را داشته باشد تا بدن و روانی سالم داشته باشد.

### هوش

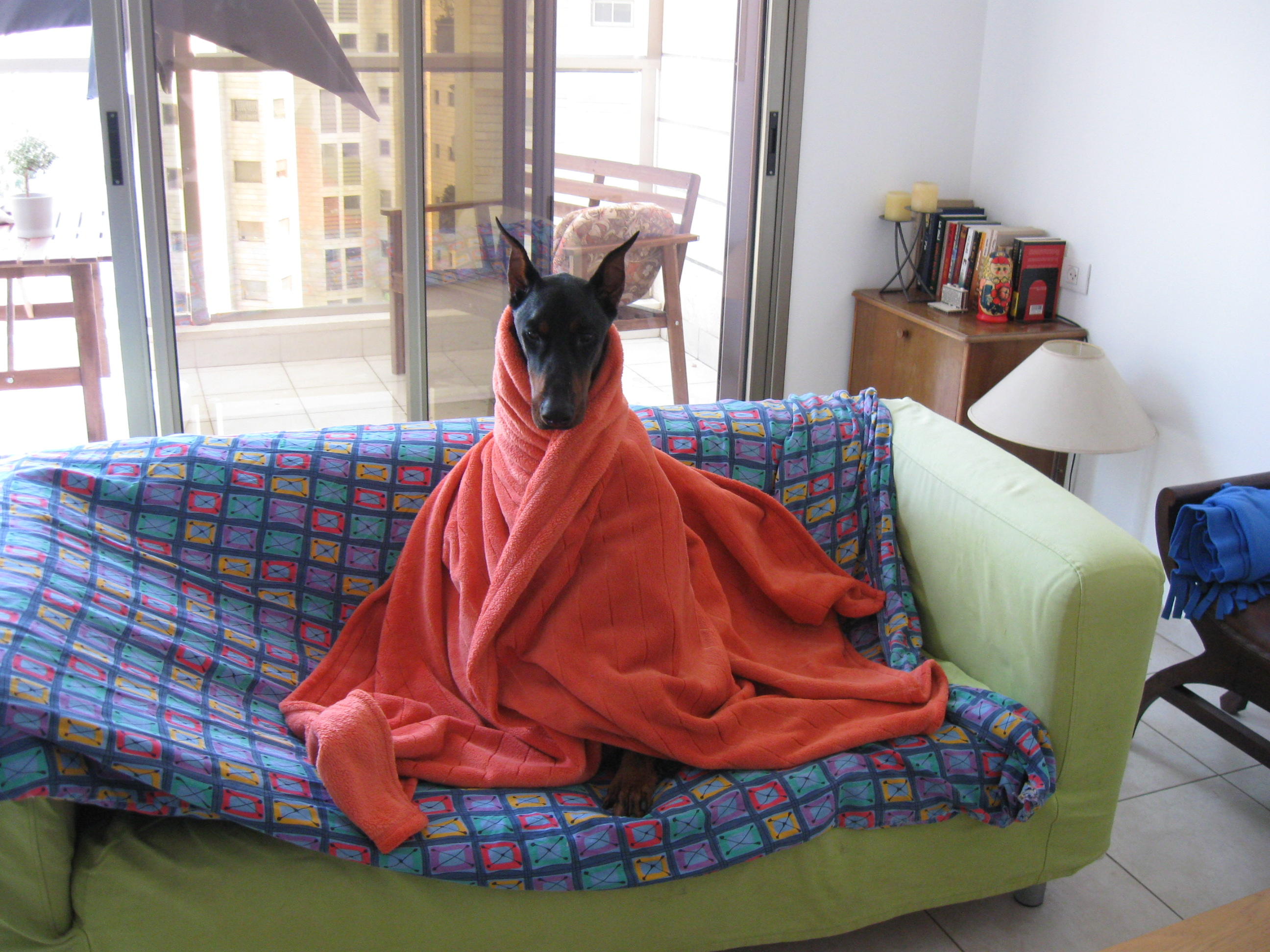
سگ‌های دوبرمن در مواردی همچون تربیت‌پذیری، فرمان‌برداری، هوش و روابط اجتماعی، رتبه‌های بالا را به خود اختصاص داده‌اند.

اگرچه روش‌های محاسبهٔ هوش سگ‌ها متفاوت است و اغلب نتیجه‌های مختلفی به‌دست می‌آید اما در بسیاری از مطالعاتی که پیرامون سگ‌ها در مواردی همچون تربیت‌پذیری، فرمان‌برداری، هوش، روابط اجتماعی و … انجام می‌شود، دوبرمن رتبه‌های بالا را به خود اختصاص داده‌است.
برای مثال، استندلی کورن، روان‌شناس، در کتاب هوش سگ‌ها دوبرمن را در رتبهٔ ۵ بهترین نژادهای سگ قرار داد.
همچنین در دو مطالعه‌ای که در سال ۱۹۸۰ و ۱۹۸۵ انجام شد، دوبرمن رتبهٔ ۱ بهترین نژاد سگ را دریافت کرد. این رتبه براساس تربیت‌پذیری و فرمان‌بردای داده می‌شد.
دوبرمن در کنار سگ گله اسکاتلند (بوردر کالی), ژرمن شپرد، گلدن رتریور و پودل استاندارد در بیشتر رده‌بندی‌ها از بهترین نژادها هستند.

### خشونت
براساس گزارش مرکز کنترل و پیشگیری بیماری، بین سال‌های ۱۹۷۹ تا ۱۹۹۸، تعداد افرادی که در نتیجهٔ حملهٔ دوبرمن پینچر زخمی یا کشته شده‌اند کمتر از افرادی است که توسط ژرمن شپرد، روتوایلر، گرگی و مالاموت بوده‌است.

## مشکلات سلامتی
به‌طور میانگین دوبرمن پینچر ۱۰ تا ۱۴ سال عمر می‌کند. بیماری‌های سرطانی در این نژاد به کرّات دیده شده‌است. بیماری‌های جدی و معمول این نژاد عبارت‌اند از:
- cervical vertebral instability
- prostatic disease
- dilated cardiomyopathy
- von Willebrand's disease

بیماری‌های غیر جدی و معمول این نژاد عبارتنداز:
- hypothyroidism
- hip dysplasia

مطالعات نشان داده که این نژاد بیشتر از سایر نژادها از بیماری‌های پروستات رنج می‌برد. مانند: عفونت‌های باکتریایی پروستات، کیست پروستات ،benign hyperplasia و prostatic adenocarcinoma
عقیم کردن حیوان می‌تواند این بیماری‌ها را کاهش دهد.
Dilated cardiomyopathy بزرگ‌ترین عامل مرگ در دوبرمن پینچر است. این بیماری در این نژاد بیش از سایر نژادها دیده می‌شود. بیش از ۴۰ درصد از تشخیص‌های این بیماری مربوط به این نژاد و ۱۳ درصد مربوط به نژاد ژرمن شپرد است. این بیماری در اکثر موارد کشنده است و در ۵۰ درصد از موارد مرگ ناگهانی و ناشناخته را به همراه دارد.